# Bartłomiej Grabianka
Bartłomiej Grabianka herbu Leszczyc – stolnik czerski w latach 1630–1649, sekretarz królewski w 1625 roku, pisarz królewski w 1618 roku, marszałek sejmiku generalnego województwa mazowieckiego w 1632 roku.
Studiował na Uniwersytecie Krakowskim w 1611 roku, Uniwersytecie Padewskim w 1619 roku.
Poseł ziemi czerskiej na sejm warszawski 1626 roku. Poseł na sejm 1628 roku i sejm nadzwyczajny 1629 roku z powiatu czerskiego. Poseł na sejm 1631 roku. Był elektorem Władysława IV Wazy z województwa kaliskiego w 1632 roku, podpisał jego pacta conventa. Poseł sejmiku czerskiego na sejm ekstraordynaryjny 1635 roku. W 1648 roku był elektorem Jana II Kazimierza Wazy z ziemi czerskiej.